# Олялин, Николай Владимирович
Никола́й Влади́мирович Оля́лин (22 мая 1941, деревня Опихалино, Вологодская область, СССР — 17 ноября 2009, Киев, Украина) — советский, российский и украинский киноактёр, кинорежиссёр и сценарист, лауреат премии комсомола УССР (1972), народный артист Украинской ССР (1979). После распада СССР Николай Олялин активно поддерживал «Русский проект» Петра Луцика.

## Биография
Родился 22 мая 1941 года в Вологодской области, в деревне Опихалино, в семье портного Владимира Олялина. Его отец прошел финскую войну и вернулся домой инвалидом. Мать Зоя Ивановна была домохозяйка.  Николай был средним из троих мальчиков, подраставших в семействе Олялиных. В детстве занимался в кружке самодеятельности в местном Доме офицеров.
В 1959 году поступил в ЛГИТМиК, на курс Алексея Яна. По окончании института был направлен в Красноярский театр юного зрителя, в котором прослужил несколько лет.
Дебютировал в кино в роли лётчика-истребителя Николая Болдырева (фильм «Дни лётные», вышедший на экраны в 1966 году). Через год приглашён режиссёром Юрием Озеровым на одну из ведущих ролей в киноэпопее «Освобождение». Роль капитана Цветаева принесла Николаю Олялину всесоюзную известность.
С 1968 года снимался на киностудии имени Довженко. В 1990 году по своему сценарию поставил мелодраму «Неотстрелянная музыка», одну из главных ролей в которой исполнил сам.
Скончался 17 ноября 2009 года в Киеве от обширного инфаркта. Похоронен 19 ноября 2009 года на Байковом кладбище в Киеве (участок № 49а).

### Семья
Вдова — Нелли Ивановна Олялина.
- Сын Владимир и дочь Ольга.
  - Внук — Александр Олялин, мультипликатор.

## Память
- О Николае Олялине была подготовлена телевизионная передача из цикла «Острова».
- В декабре 2016 года актёру был установлен памятник в Вологде.
- Горельеф с изображением Николая Владимировича занял своё место на крыльце вологодского кинотеатра «Ленком»[7].

## Фильмография

### Актёр
- 1966 — Дни лётные — Николай Болдырев
- 1969 — Дума о Британке — Андрей Середенко
- 1970 — Бег — Крапилин, солдат-вестовой
- 1970 — Мир хижинам — война дворцам — Александр Драгомирецкий
- 1970 — Обратной дороги нет — майор Топорков
- 1970 — Секундомер — Сергей Сергеевич Лавров, футболист
- 1970 — Освобождение — капитан,майор-артиллерист Сергей Цветаев
- 1971 — Дерзость — Андрей Клименко
- 1971 — Джентльмены удачи — Верченко, полковник милиции
- 1971 — Иду к тебе... — Сергей Мержинский
- 1971 — Мировой парень — Виктор Максимович Логинов, инженер МАЗа
- 1972 — Длинная дорога в короткий день — Максим Нерчин
- 1972 — Ночной мотоциклист — Павел Старина, лейтенант милиции
- 1973 — Истоки — Юрий Крупнов
- 1974 — Гнев — Анри Барбюс
- 1974 — Ливень — Серафим
- 1974 — Океан — Александр Платонов, капитан второго ранга
- 1975 — Пропавшая экспедиция — Силантий, золотоискатель
- 1976 — Бешеное золото — Берт Симпсон
- 1976 — Золотая речка — Силантий
- 1976 — Остров юности — колхозник
- 1977 — Долг — Селиванов, командир красного отряда
- 1977 — Поединок в тайге — Андрей Лукич
- 1979 — Вижу цель — Николай Иванович Клоков
- 1979 — Пробивной человек — начальник управления
- 1980 — Странный отпуск — Павел Иванович Алексеев, прораб
- 1981 — Синдикат 2 — Сергей Эдуардович Павловский
- 1982 — Белый шаман — Степан Чугунов
- 1982 — Россия молодая — Молчан Пашка
- 1983 — Жаркое лето в Кабуле — Павел Мельников, военный врач
- 1983 — Легенда о княгине Ольге — Вещий Олег
- 1983 — Шёл четвёртый год войны — Николай Владимирович Павлов, полковник
- 1984 — Две версии одного столкновения — Алексей Лосев, капитан теплохода «Березина»
- 1984 — Лучшая дорога нашей жизни — начальник мехколонны
- 1984 — Приходи свободным — Лозованов
- 1985 — Берега в тумане — барон Врангель
- 1986 — В одну-единственную жизнь — Роман Зоренко, директор завода
- 1986 — Чернобыль. Хроника трудных недель — закадровый текст
- 1987 — Ваш специальный корреспондент — Андрей Георгиевич Рэгэлие, заместитель редактора
- 1987 — Раненые камни — Рябцев, жандарм
- 1988 — Верными останемся — комбриг Важенин
- 1988 — На помощь, братцы! — воевода
- 1989 — Биндюжник и Король — кузнец Иван Пятирубель
- 1990 — Неотстрелянная музыка — Вадим Нечаев
- 1990 — Тёплая мозаика ретро и чуть-чуть… — Николай
- 1992 — Воля (не окончен)
- 1993 — Аз воздам — отец Казимира
- 1993 — Трагедия века — Цветаев (хроника)
- 1995—1996 — Русский проект — комбайнёр
- 1997 — Бег от смерти — генерал-майор милиции
- 1998 — Князь Юрий Долгорукий — князь Святослав Ольгович
- 1998 — Окраина — Колька Полуянов
- 2002 — Бездельники — министр Лазарев
- 2004 — Ночной Дозор — инквизитор Максим
- 2005 — Бумер. Фильм второй — дед Илья, рыбак
- 2005 — Дневной Дозор — главный инквизитор
- 2005 — Есенин — Григорий Самохин
- 2005 — Охота на изюбря — Аркадий Извольский, отец директора комбината
- 2005 — Запороги — князь Ромодановский
- 2007 — Ленинград — Гревицкий
- 2007 — Медвежья охота — Сан Саныч, смотрящий за общаком
- 2007 — Презумпция вины — отец Ольги

### Режиссёр
- 1990 — Неотстрелянная музыка
- 1990 — Тёплая мозаика ретро и чуть-чуть…
- 1992 — Воля

### Сценарист
- 1990 — Неотстрелянная музыка
- 1990 — Тёплая мозаика ретро и чуть-чуть…

## Награды и звания
- Лауреат Республиканской премии ЛКСМУ имени Николая Островского (1972)
- Заслуженный артист Украинской ССР (1973)
- Народный артист Украинской ССР (1979)
- Специальный приз кинофестиваля «Стожары» за весомый вклад в киноискусство (1997).
- Орден князя Ярослава Мудрого V степени (21 мая 2001 года) — за выдающиеся заслуги перед Украинским государством в области киноискусства, многолетнюю плодотворную творческую деятельность[8]
- Почётная грамота Верховной Рады Украины